# Smolin (rejon jaworowski)
Smolin (ukr. Смолин) – wieś na Ukrainie, na pograniczu Płaskowyżu Tarnogrodzkiego, w rejonie jaworowskim obwodu lwowskiego. Wieś liczy około 780 mieszkańców.
W II Rzeczypospolitej do 1934 samodzielna gmina jednostkowa. Następnie wieś należała do zbiorowej wiejskiej gminy Wróblaczyn w powiecie rawskim w woj. lwowskim. Po wojnie wieś weszła w struktury administracyjne Związku Radzieckiego.